# 宮崎県の図書館一覧
宮崎県の図書館一覧（みやざきけんのとしょかんいちらん）は、宮崎県内にある全図書館の一覧。（学校図書館を除く）

## 宮崎地区

### 宮崎市
公立
- 宮崎県立図書館
- 宮崎市立図書館
  - 宮崎市立佐土原図書館
  - 宮崎市田野児童センター図書室

大学附属図書館
- 南九州大学・南九州大学短期大学部図書館
- 宮崎学園図書館
- 宮崎県立看護大学附属図書館
- 宮崎公立大学附属図書館
- 宮崎産業経営大学附属図書館
- 宮崎大学附属図書館
  - 宮崎大学附属図書館医学分館

### 東諸県郡
- 綾てるは図書館
- 国富町立図書館

## 日南・串間地区

### 日南市
- 日南市立図書館
  - 日南市立図書館まなびピア図書館
  - 日南市立北郷図書館
  - 日南市立南郷図書館

### 串間市
- 串間市立図書館

## 延岡・日向地区

### 延岡市
公立
- 延岡市立図書館
  - 延岡市立図書館北方分館

大学附属図書館
- 九州保健福祉大学附属図書館

### 日向市
- 日向市立図書館
  - 日向市南日向公民館図書室
  - 日向市細島公民館図書室
  - 日向市美々津公民館図書室
  - 日向市日知屋公民館図書室
  - 日向市大王谷コミュニティーセンター図書室
  - 日向市東郷西公民館図書室

### 東臼杵郡
- 門川町立図書館

## 西都・高鍋地区

### 西都市
- 西都市立図書館

### 児湯郡
- 川南町立図書館
- 新富町中央公民館図書室
- 町立高鍋図書館
- 都農町民図書館

## 小林・えびの地区

### 小林市
- 小林市立図書館

### えびの市
- えびの市立図書館
  - えびの市民図書館

## 都城地区

### 都城市
公立
- 都城市立図書館
  - 都城市立高城図書館

大学附属図書館
- 南九州大学都城図書館

### 北諸県郡
- 三股町立図書館

## 高千穂地区

### 西臼杵郡
- 高千穂町立図書館

## 椎葉・美郷地区

### 児湯郡
- 西米良村立あさよむ図書館

### 東臼杵郡
- 椎葉村民図書室
- 美郷町立図書館
  - 西郷図書館
  - 北郷図書館
  - 南郷図書室